# Hiraç Yagan
Hiraç Yagan (ur. 3 stycznia 1989 w Etterbeek) – ormiański piłkarz występujący na pozycji pomocnika.

## Kariera klubowa
Jako junior Yagan trenował w zespołach Lierse SK oraz Standard Liège. W sezonie 2008/2009 został włączony do pierwszej drużyny Standardu. W lidze belgijskiej zadebiutował 14 lutego 2009 w wygranym 4:0 meczu z AFC Tubize, w którym strzelił gola. W debiutanckim sezonie zdobył ze Standardem mistrzostwo Belgii. W sezonie 2009/2010 był wypożyczony do drugoligowego AFC Tubize, po czym wrócił do Standardu, jednak nie rozegrał tam już żadnego spotkania.
W połowie 2011 roku odszedł do trzecioligowego klubu Charleroi Fleurus, a w styczniu 2012 przeniósł się do ormiańskiego Gandzasaru Kapan. W lidze ormiańskiej swój pierwszy mecz rozegrał 1 kwietnia 2012 przeciwko Ulisowi Erywań (0:0). W Gandzasarze dokończył sezon 2011/2012, a następnie wrócił do Belgii, gdzie został zawodnikiem trzecioligowego Royale Union Saint-Gilloise.
Od 2014 występował w Szwajcarii. Jego pierwszym klubem był czwartoligowy Meyrin FC. W trakcie sezonu 2014/2015 przeniósł się do drugoligowego Servette FC. Na koniec tamtego sezonu zajął z nim 2. miejsce w tabeli, jednak klub nie otrzymał licencji na następny sezon i został zdegradowany do trzeciej ligi. W sezonie 2015/2016 wraz z Servette zwyciężył w trzecioligowych rozgrywkach i awansował z powrotem do drugiej ligi.
Ostatnim klubem w karierze Yagana był trzecioligowy FC Stade Nyonnais, w którym występował w latach 2017–2019.

## Kariera reprezentacyjna
W reprezentacji Armenii Yagan zadebiutował 12 sierpnia 2009 w przegranym 1:4 towarzyskim meczu z Mołdawią. W drużynie narodowej rozegrał dwa spotkania, oba w 2009 roku.